# Segunda División de Uruguay (1903-1914)
Artículo sobre el campeonato de Segunda División disputado en la era amateur del fútbol uruguayo. Para el torneo de ascenso disputado desde 1942 de igual nombre, véase Segunda División Profesional de Uruguay. Para el resumen de todos los torneos de Segunda División realizados, véase Segunda categoría de fútbol en Uruguay.
La Segunda División (II División o llamada también Segunda Categoría) fue un campeonato de fútbol organizado por The Uruguay Association Football League a partir de 1903. Se trataba de un campeonato de segundo nivel donde competían los segundos equipos ("las reservas") de los equipos de la Liga Uruguaya, a los que se sumaban los primeros equipos de otras entidades que aspiraban a competir en la Liga pero no se los consideraba de suficiente nivel. 
A partir de 1915 se reestructura el sistema del futbol uruguayo, y surge la Divisional Intermedia, en la cual sólo podían competir los primeros equipos, y se vinculaba directamente en régimen de ascensos y descensos con la Primera División. Desde entonces la Segunda División pasó a ser exclusivamente el campeonato de reservas (los segundos equipos) de los clubes de Primera División, hasta que posteriormente se decidió eliminar la categoría.

## Historia
Poco se sabe acerca de los primeros años de la Segunda División, hasta la aparición de la Divisional Intermedia. No existen muchos registros sobre los resultados de esta divisional. El torneo combinaba segundos equipos de los clubes de Primera División con los primeros equipos de otros clubes que aspiraban a poder competir en la Liga Uruguaya, y no siempre los campeones de la Segunda División eran habilitados a competir en la Primera División.
A modo de ejemplo en el campeonato de 1908 competían Nacional (II), Wanderers (II), Intrépido (II), Dublín (II), Peñarol (II), River Plate (II) y French (II) en la Serie A, mientras que en la Serie B lo hacían los primeros equipos de Central, Colón, Uruguay, Universal y Buenos Aires. La final de ese año fue entre el primer equipo de Central y el segundo equipo de Nacional (ambos ganadores de sus respectivas series) con triunfo para el equipo palermitano.
En la edición anterior, en 1907, además de los segundos equipos de la Liga principal, participaron los primeros equipos de Bristol, French, Titán, Constitución y Buenos Aires.

## Campeones

### Títulos por año
| Segunda División |                                     |                                     |                                     |
| Año              |                                     | Campeón                             | Subcampeón                          |
| 1903             |                                     | River Plate FC                      |                                     |
| 1904             | No se jugó debido a la Guerra Civil | No se jugó debido a la Guerra Civil | No se jugó debido a la Guerra Civil |
| 1905             |                                     | River Plate FC                      |                                     |
| 1906             |                                     | River Plate FC                      |                                     |
| 1907             |                                     | Bristol                             |                                     |
| 1908             |                                     | Central                             | Nacional (II)                       |
| 1909             |                                     | C.U.R.C.C. (II)                     | Libertad                            |
| 1910             |                                     | Nacional (II)                       |                                     |
| 1911             |                                     | Universal                           |                                     |
| 1912             |                                     | Reformers                           |                                     |
| 1913             |                                     | Independencia                       |                                     |
| 1914             |                                     | Defensor                            | Bristol                             |

Notas
1. 1 2  Se trata del segundo equipo de Nacional. El primer equipo de Nacional nunca participó en Segunda División.
2. ↑  Se trata del segundo equipo del CURCC. El primer equipo del CURCC nunca participó en Segunda División.

## Títulos por equipo
| Equipo          | Campeonatos | Años de los campeonatos |
| --------------- | ----------- | ----------------------- |
| River Plate     | 3           | 1903, 1905, 1906        |
| Bristol         | 1           | 1907                    |
| Central         | 1           | 1908                    |
| C.U.R.C.C. (II) | 1           | 1909                    |
| Nacional (II)   | 1           | 1910                    |
| Universal       | 1           | 1911                    |
| Reformers       | 1           | 1912                    |
| Independencia   | 1           | 1913                    |
| Defensor        | 1           | 1914                    |